# Cimed Florianópolis
Cimed Florianópolis ist ein brasilianischer Volleyballverein aus Florianópolis, Santa Catarina, dessen Männermannschaft in der höchsten brasilianischen Liga spielt. Der 2005 gegründete Verein wird durch Cimed und bis 2012 auch durch Sky gefördert und startete auch als Cimed/Sky.
Bekannte brasilianische Nationalspieler wie Bruno Rezende, Eder Carbonera und Gustavo Endres spielen bei Cimed, und auch Superstar Giba war hier bis 2011 aktiv. Die Mannschaft spielt in der brasilianischen Superliga und holte dreimal den Meistertitel (2006, 2008 und 2009). 2009 gewann man auch die südamerikanische Klubmeisterschaft und belegte bei der Klub-Weltmeisterschaft Platz fünf.